# Registr řidičů
Registr řidičů je evidence údajů o řidičích, jde o informační systém veřejné správy a jeho správcem je obecní úřad obce s rozšířenou působností. Nadřazeným systémem je centrální registr řidičů, jehož správcem je ministerstvo dopravy.
Podle vyhlášky Ministerstva dopravy č. 31/2001 Sb., o řidičských průkazech a o registru řidičů, registr řidičů obsahuje evidenční karty řidičů a spisy řidičů:
- Evidenční karta obsahuje kromě osobních údajů řidičů, také údaje o řidičských průkazech, mezinárodních řidičských průkazech, řidičských oprávněních, spáchaných přestupcích, bodovém hodnocení řidičů atd.
- Ve spisu řidiče se uchovávají zejména žádosti a originály nebo kopie všech písemností, které je povinen žadatel o řidičské oprávnění nebo již držitel řidičského oprávnění předložit při správních úkonech na příslušném obecním (městském) úřadě obce s rozšířenou působností.

Obce, které vedou registr řidičů, je možno vyhledat na internetu.

## Systém RESPER
Ministerstvo dopravy na dotaz sdělilo, že „Evropský registr řidičů“ neexistuje, ale mezi členskými státy je zřízena síť řidičských průkazů Evropské unie (RESPER), a to dle čl. 15 směrnice Evropského parlamentu a Rady 2006/126/ES ze dne 20. prosince 2006 o řidičských průkazech.